# Julius-Wolff-Straße 5, 6 (Quedlinburg)

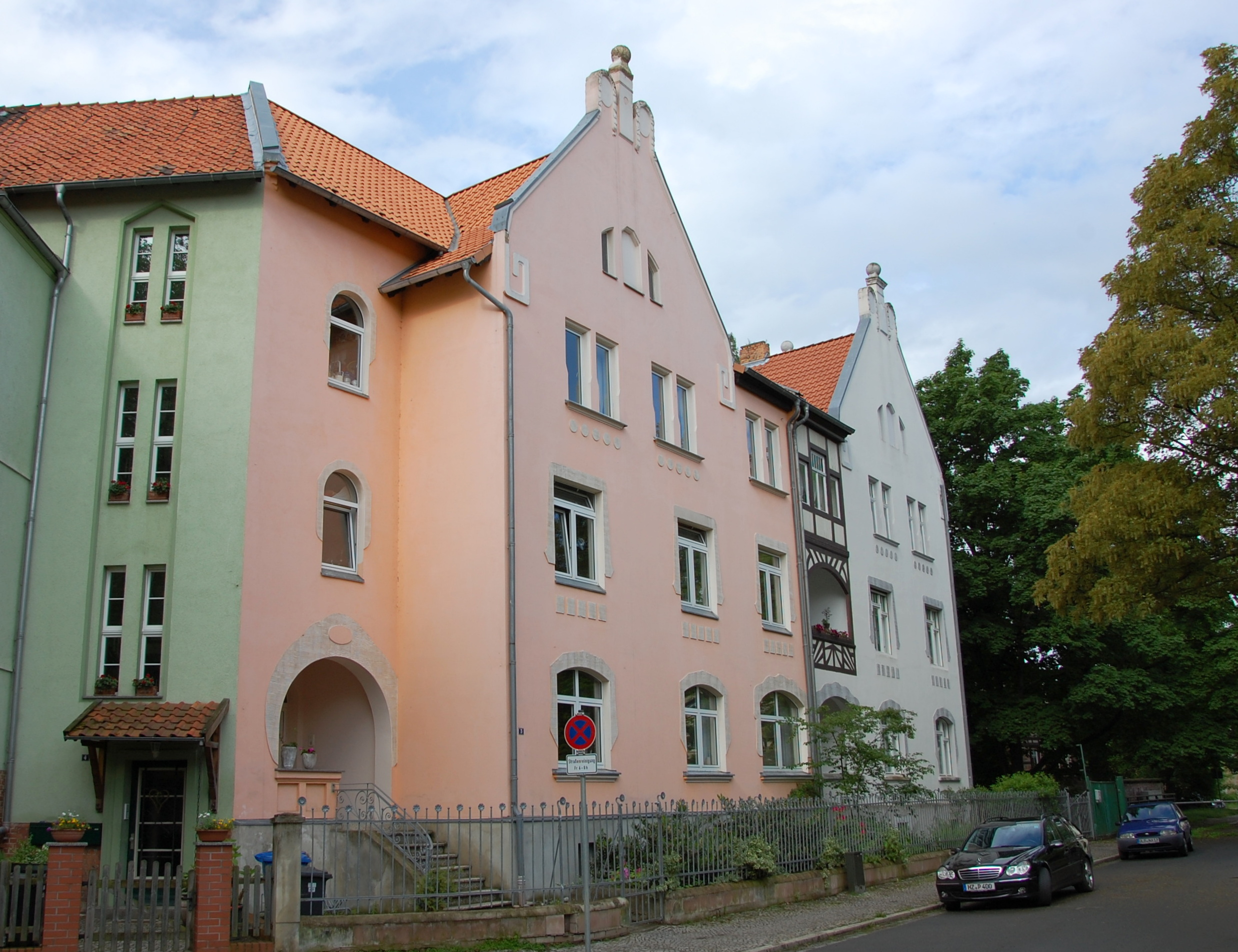
Haus Julius-Wolff-Straße 5, 6

Das Haus Julius-Wolff-Straße 5, 6 ist ein denkmalgeschütztes Haus in Quedlinburg in Sachsen-Anhalt.

## Lage
Das im Quedlinburger Denkmalverzeichnis eingetragene Wohnhaus befindet sich nördlich der historischen Quedlinburger Altstadt. Westlich des Hauses fließt der Mühlgraben, an dessen rechtem Ufer das Gebäude steht. Über den Mühlgraben führt in unmittelbarer Nähe die Brücke Julius-Wolff-Straße.

## Architektur und Geschichte
Das dreigeschossige Miethaus wurde in den Jahren 1906/1908 vom Maurermeister Emil Timpe errichtet. Die Gestaltung des Gebäudes stellt sich als eher schlichter Jugendstil dar, wobei Formen der Neoromanik und des Neobarock eingesetzt wurden. Darüber hinaus kam auch Fachwerk zur Anwendung.